# Acropolitis rudisana
Acropolitis rudisana is een vlinder uit de onderfamilie Tortricinae van de familie bladrollers (Tortricidae). De wetenschappelijke naam van de soort is, als Sciaphila rudisana, voor het eerst geldig gepubliceerd in 1863 door Francis Walker.

## Type
- holotype: "male"
- instituut: BMNH, Londen, Engeland
- typelocatie: "Australia, Tasmania"

## Synoniemen
- Capua eucycla Turner, 1916
  - Typelocality: "Australia. Tasmania, Huon River"
  - Holotype: ANIC. male
- Penthina indecretana Walker, 1863
  - Typelocality: "Australia. Queensland, Moreton Bay"
  - Holotype: BMNH. female
- Acropolitis rudis Meyrick, 1910 geen type